# Adolf Gaspary
Adolf Robert Gaspary (* 23. Mai 1849 in Berlin; † 17. März 1892 ebenda) war ein deutscher Romanist. Sein Hauptwerk ist die „Geschichte der italienischen Literatur“, das aber unvollendet blieb.

## Werdegang
Gaspary studierte Philosophie, Kunstgeschichte und romanischen Philologie in Berlin, München und Freiburg im Breisgau. Er promovierte bei Friedrich Harms, der Titel seiner Dissertation war „Hobbes und Spinoza“. Zwischen 1873 und 1875 bereiste er die romanischen Länder, Frankreich, Spanien, Portugal und Italien, und hielt sich vor allem in Neapel längere Zeit auf, wo ihn der Literaturhistoriker Francesco De Sanctis nachhaltig beeindruckte. Nach seiner Rückkehr 1875 konzentrierte er sich nunmehr ganz auf das Studium der Romanistik und war Schüler Adolf Toblers. 1878 wurde er in Berlin Lektor für Italienisch und habilitierte sich im selben Jahr mit einer Arbeit über die „Sizilianische Dichterschule des 13. Jahrhunderts“, die auch ins Italienische übersetzt wurde (1882).
1880 wurde Gaspary als zunächst außerordentlicher Professor für romanische Philologie nach Breslau berufen, 1883 erhielt er das Ordinariat. Der 1880 gegründete Neuphilologische Verein Breslau im WKV ernannte ihn im WS 1883/84 zum Ehrenmitglied. 1891 folgte ein Ruf nach Göttingen, den er zwar annahm, wegen Krankheit aber nicht mehr antreten konnte.
Sein Hauptwerk, die „Geschichte der italienischen Literatur“, konnte er inhaltlich nur bis zur Mitte des 16. Jahrhunderts ausarbeiten. Trotzdem fand es auch in Italien große Anerkennung. Gaspary erhielt die Ehrendoktorwürde der Universität Bologna und war Mitglied der neapolitanischen Akademie der Wissenschaften.

## Schriften
- Geschichte der italienischen Literatur. 2 Bände. Berlin: Oppenheim 1885-1888. (1887-1891 erschien eine italienische, 1901 eine englische Übersetzung)